# مدينة الهاشمية (الأردن)

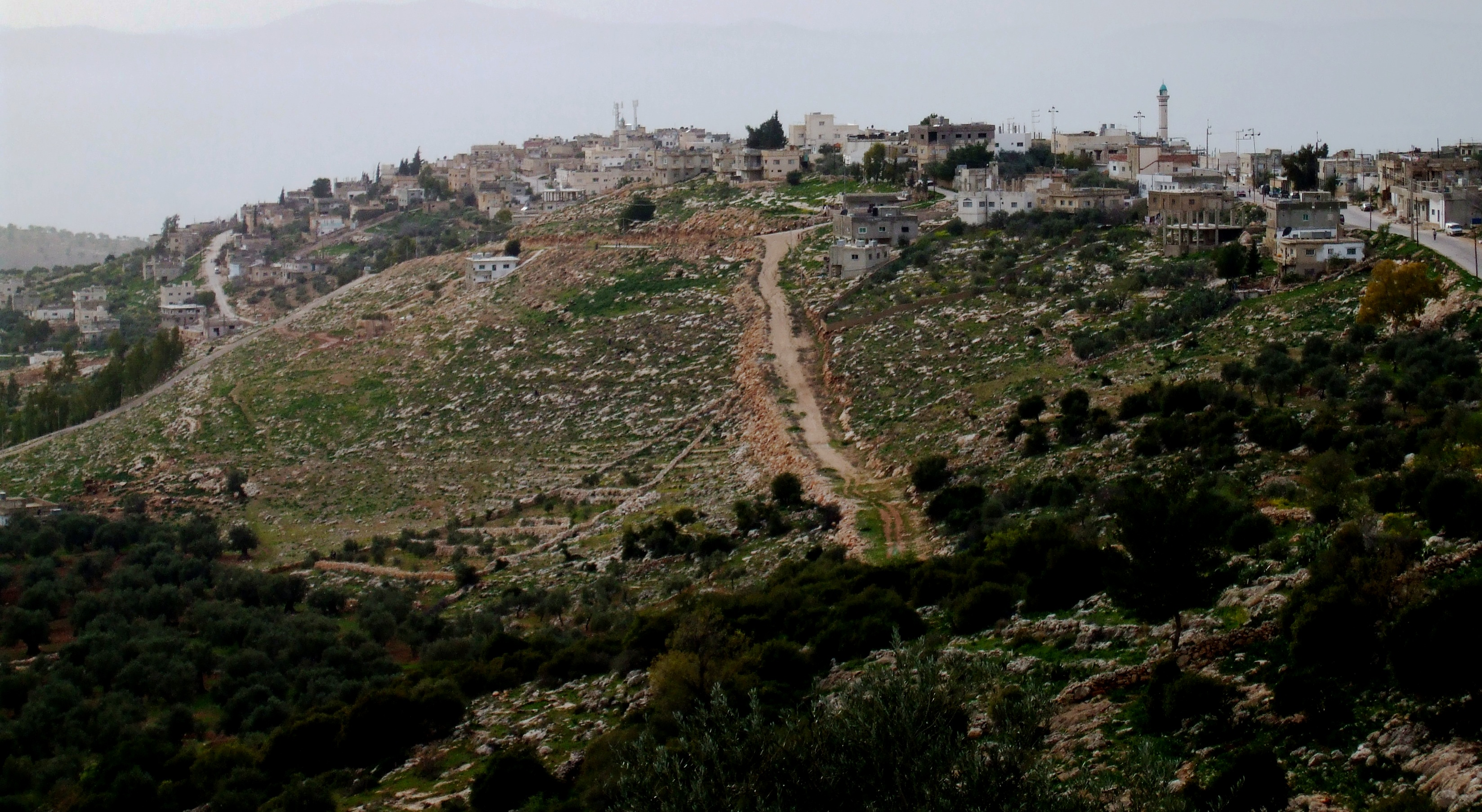
مدينة الهاشمية

الهاشمية (فارة سابقًا) اشتق الاسم فاره من الاسم الروماني القديم (فييرا) وهذا يدل على قدم البلدة من الفترة الرومانية، وتقع بلدة الهاشمية غرب عجلون تبعد عنها حوالي 15 كم وهي ذات طبيعة جبلية وتحيط بها قرى جديتا وحلاوة من الشمال وبلدة الوهادنة من الجنوب واوصرا من الشرق والغور من الغرب لها تشتهر بزراعة الزيتون والأشجار المثمرة الأخرى.

## الموقع
تقع القرية في الأردن في غرب محافظة عجلون شمال العاصمة عمان، وتبعد القرية عن عمان حوالي 86 كم، وعن مركز مدينة عجلون 15 كم.
تقع الهاشمية شمال غرب عجلون، ضمن بلدية الشفا، وتتتبع إداريا إلى لواء القصبة في محافظة عجلون.

## أصل التسمية
اسم القرية فارة (الهاشمية) يمكن تتبع تحولاته على نحو أنها في الأصل كانت فيرا، وبعضهم يقول أنها اسم لملكة قديمة كانت تسكن المنطقة، ومن ثم تحول الاسم إلى فارا، أو فاره، وفي عام 1973م صار اسمها الهاشمية.
عند ورود تسمية الهاشمية في قرى الأردن، حيث أن هذا الاسم أطلق في القرن الماضي على عدة قرى، لذلك فإنه عند مراجعة تسمية التجمعات السكانية في المملكة سيلاحظ تكرار تسمية الهاشمية لغير موضع وتجمع في محافظات مختلفة، ويمكن رصد أربع قرى أخرى تحمل ذات الاسم غير قرية الهاشمية في عجلون.
تلك القرى هي الهاشمية في قضاء رجم الشامي التابع إلى لواء الموقر في محافظة العاصمة عمان، والهاشمية في الزرقاء، وهي مركز للواء الهاشمية، وفي البادية الشمالية هناك قرية الهاشمية الشرقية التابعة لقضاء الصالحية في محافظة المفرق، أما القرية الرابعة الحاملة لذات الاسم فهي الهاشمية الجنوبية ضمن لواء المزار الجنوبي في محافظة الكرك.
فارة: وعاء المسك